# Static & Silence
Static & Silence è il terzo ed ultimo album discografico del gruppo musicale inglese The Sundays, pubblicato nel settembre 1997 dalla Parlophone nel Regno Unito e dalla Geffen Records negli Stati Uniti.

## Tracce
Tutte le tracce sono di David Gavurin e Harriet Wheeler.
Versione UK
1. Summertime – 3:34
2. Homeward – 3:49
3. Folk Song – 3:04
4. She – 3:07
5. When I'm Thinking About You – 4:17
6. I Can't Wait – 2:23
7. Another Flavour – 3:18
8. Leave This City – 4:24
9. Your Eyes – 2:30
10. Cry – 4:05
11. Monochrome – 4:15

Versione USA
1. Summertime – 3:33
2. Homeward – 3:48
3. Folk Song – 3:04
4. She – 3:06
5. When I'm Thinking About You – 4:17
6. I Can't Wait – 2:22
7. Cry – 4:06
8. Another Flavour – 3:18
9. Leave This City – 4:23
10. Your Eyes – 2:29
11. So Much – 3:29
12. Monochrome – 4:14

## Formazione
- Harriet Wheeler - voce
- David Gavurin - chitarra, organo, piano
- Paul Brindley - basso
- Patrick Hannan - batteria

## Classifiche
- Official Albums Chart - #10
- Billboard 200 - #33